# Sarcophaga japonica
Sarcophaga japonica är en tvåvingeart som beskrevs av Hori 1954. Sarcophaga japonica ingår i släktet Sarcophaga och familjen köttflugor. Inga underarter finns listade i Catalogue of Life.